# Părva profesionalna futbolna liga 2025-2026
La Părva profesionalna futbolna liga 2025-2026, anche conosciuta come Efbet Liga per ragioni di sponsorizzazione, è la 102ª edizione della massima serie del campionato bulgaro di calcio, l'81ª disputata sotto la formula di un campionato di lega. La competizione è iniziata il 18 luglio 2025 e terminerà il 29 maggio 2026.
La squadra campione in carica è il Ludogorec.

## Stagione

### Novità
Dalla stagione precedente sono stati retrocessi Krumovgrad e Hebăr Pazardžik, ultime due classificate del gruppo retrocessione. Al loro posto dalla Vtora liga sono stati promossi Dobrudža, dopo 22 anni di assenza dalla massima serie, e Montana, dopo quattro anni di assenza.

### Formula
Le 16 squadre partecipanti giocano un girone all'italiana con gare di andata e ritorno, per un totale di 30 giornate. Al termine di esse, le prime sei squadre classificate si qualificano per i play-off, in cui si scontrano in gare di sola andata giocando 5 ulteriori giornate; le squadre classificate dal 7º al 10º posto si qualificano per i play-off di Conference League, dove si affrontano in gare di andata e ritorno, per un totale di ulteriori 6 giornate; infine, le squadre dall'11º al 16º si qualificano per i play-out, scontrandosi tra di loro in gare di andata e ritorno, per un totale di 10 ulteriori giornate.
Al termine della stagione la prima classificata è campione di Bulgaria e si qualifica per la UEFA Champions League 2026-2027, mentre la seconda classificata si qualifica per la UEFA Conference League 2026-2027, insieme con la vincente di uno spareggio tra la terza classificata e la prima del play-off di Conference League.
Le ultime due classificate del play-out sono retrocesse in Vtora liga, mentre la terzultima gioca uno spareggio promozione-retrocessione per la permanenza in massima serie.

## Squadre partecipanti
| Club              | Città        | Stadio                        | Stagione precedente  |
| ----------------- | ------------ | ----------------------------- | -------------------- |
| Arda Kărdžali     | Kărdžali     | Arena Arda                    | 4° in PPFL           |
| Beroe             | Stara Zagora | Stadio Beroe                  | 8° in PPFL           |
| Botev Plovdiv     | Plovdiv      | Stadio Hristo Botev, Plovdiv  | 6° in PPFL           |
| Botev Vraca       | Vraca        | Stadio Hristo Botev, Vraca    | 14° in PPFL          |
| Černo More Varna  | Varna        | Stadio Tiča                   | 3° in PPFL           |
| CSKA 1948 Sofia   | Sofia        | Stadio nazionale Vasil Levski | 11° in PPFL          |
| CSKA Sofia        | Sofia        | Stadio nazionale Vasil Levski | 5° in PPFL           |
| Dobrudža          | Dobrič       | Stadio Druzhba                | 1° in Vtora liga     |
| Levski Sofia      | Sofia        | Stadio Georgi Asparuhov       | 2° in PPFL           |
| Lokomotiv Plovdiv | Plovdiv      | Stadio Lokomotiv, Plovdiv     | 13° in PPFL          |
| Lokomotiv Sofia   | Sofia        | Stadio Lokomotiv, Sofia       | 10° in PPFL          |
| Ludogorec         | Razgrad      | Ludogorec Arena               | Campione di Bulgaria |
| Montana           | Montana      | Stadio Ogosta                 | 2° in Vtora liga     |
| Septemvri Sofia   | Sofia        | Stadio nazionale Vasil Levski | 12° in PPFL          |
| Slavia Sofia      | Sofia        | Stadio Slavia                 | 9° in PPFL           |
| Spartak Varna     | Varna        | Stadio Spartak, Varna         | 7° in PPFL           |

### Allenatori e primatisti
| Squadra           | Allenatore        | Calciatore più presente | Cannoniere |
| ----------------- | ----------------- | ----------------------- | ---------- |
| Arda Kărdžali     | Aleksandăr Tunčev |                         |            |
| Beroe             | Víctor Basadre    |                         |            |
| Botev Plovdiv     | Nikolai Kirov     |                         |            |
| Botev Vraca       | Hristo Janev      |                         |            |
| Černo More Varna  | Ilian Iliev       |                         |            |
| CSKA 1948 Sofia   | Ivan Stojanov     |                         |            |
| CSKA Sofia        | Dušan Kerkez      |                         |            |
| Dobrudža          | Atanas Atanasov   |                         |            |
| Levski Sofia      | Julio Velázquez   |                         |            |
| Lokomotiv Plovdiv | Dušan Kosič       |                         |            |
| Lokomotiv Sofia   | Stanislav Genčev  |                         |            |
| Ludogorec         | Rui Mota          |                         |            |
| Montana           | Tancho Kalpakov   |                         |            |
| Septemvri Sofia   | Stamen Belčev     |                         |            |
| Slavia Sofia      | Zlatomir Zagorčić |                         |            |
| Spartak Varna     | Ǵoko Hadžievski   |                         |            |

## Stagione regolare

### Classifica
|  | Pos. | Squadra           | Pt | G | V | N | P | GF | GS | DR |
|  | ---- | ----------------- | -- | - | - | - | - | -- | -- | -- |
|  | 1.   | Arda Kărdžali     | 0  | 0 | 0 | 0 | 0 | 0  | 0  | 0  |
|  | 2.   | Beroe             | 0  | 0 | 0 | 0 | 0 | 0  | 0  | 0  |
|  | 3.   | Botev Plovdiv     | 0  | 0 | 0 | 0 | 0 | 0  | 0  | 0  |
|  | 4.   | Botev Vraca       | 0  | 0 | 0 | 0 | 0 | 0  | 0  | 0  |
|  | 5.   | Černo More Varna  | 0  | 0 | 0 | 0 | 0 | 0  | 0  | 0  |
|  | 6.   | CSKA 1948 Sofia   | 0  | 0 | 0 | 0 | 0 | 0  | 0  | 0  |
|  | 7.   | CSKA Sofia        | 0  | 0 | 0 | 0 | 0 | 0  | 0  | 0  |
|  | 8.   | Dobrudža          | 0  | 0 | 0 | 0 | 0 | 0  | 0  | 0  |
|  | 9.   | Levski Sofia      | 0  | 0 | 0 | 0 | 0 | 0  | 0  | 0  |
|  | 10.  | Lokomotiv Plovdiv | 0  | 0 | 0 | 0 | 0 | 0  | 0  | 0  |
|  | 11.  | Lokomotiv Sofia   | 0  | 0 | 0 | 0 | 0 | 0  | 0  | 0  |
|  | 12.  | Ludogorec         | 0  | 0 | 0 | 0 | 0 | 0  | 0  | 0  |
|  | 13.  | Montana           | 0  | 0 | 0 | 0 | 0 | 0  | 0  | 0  |
|  | 14.  | Septemvri Sofia   | 0  | 0 | 0 | 0 | 0 | 0  | 0  | 0  |
|  | 15.  | Slavia Sofia      | 0  | 0 | 0 | 0 | 0 | 0  | 0  | 0  |
|  | 16.  | Spartak Varna     | 0  | 0 | 0 | 0 | 0 | 0  | 0  | 0  |

Legenda:
      Ammesse al Gruppo Scudetto
      Ammesse al Gruppo Conference League
      Ammesse al Gruppo retrocessione
Regolamento:
Tre punti a vittoria, uno a pareggio, zero a sconfitta.